# Calamaria yunnanensis
Calamaria yunnanensis — вид змій родини полозових (Colubridae). Ендемік Китаю.

## Поширення і екологія
Calamaria yunnanensis мешкають в горах провінції Юньнань. Вони живуть у гірських вічнозелених і листяних субтропічних лісах, на висоті від 1100 до 1700 м над рівнем моря.

## Збереження
МСОП класифікує цей вид як такий, що перебуває під загрозою зникнення. Calamaria yunnanensis загрожує знищення природного середовища.